# Гней Домиций Агенобарб (консул 32 года)
Гне́й Доми́ций Агеноба́рб (лат. Gnaeus Domitius Ahenobarbus; родился 11 декабря неизвестного года — умер в начале 40) — римский политический деятель из патрицианского рода Домициев, консул 32 года. Был замешан в деле Альбуциллы. Отец императора Нерона.

## Происхождение
Гней Домиций принадлежал к знатному и богатому роду, который в начале правления Августа перешёл из плебса в патрициат. Представители всех поколений Домициев с начала II века до н. э. занимали консульскую должность. Отец Гнея был консулом в 16 году до н. э., дед — в 32, прадед — в 54. По женской линии Гней был потомком сестры Марка Порция Катона Утического, племянницы Марка Ливия Друза. Его мать, Антония Старшая, была дочерью Марка Антония и Октавии Младшей, так что Агенобарб приходился внучатым племянником Октавиану, двоюродным братом Германику и Клавдию. Две его сестры стали жёнами Гая Саллюстия Криспа Пассиена и Марка Валерия Мессалы Барбата.

## Биография
Неизвестно, в каком году родился Гней Домиций. В одном из актов коллегии арвальских братьев (CIL VI 2039) указан день его рождения — 11 декабря. Согласно Светонию, Гней участвовал в восточном походе Гая Цезаря в 1 году до н. э. и был изгнан из свиты полководца за жестокое убийство вольноотпущенника, но скорее всего он к тому времени ещё не появился на свет. Существуют версии, что речь идёт о другом сыне Луция Домиция или что Светоний перепутал Гая Цезаря с Германиком. Гней мог сопровождать своего двоюродного брата в его восточном путешествии в 17 году нашей эры. Позже он занимал должности квестора и претора (даты неизвестны). Во время претуры Агенобарб организовал игры, причём вопреки существовавшему тогда обыкновению отказался выдавать награды возницам. Такое его поведение было сочтено бесчестным, над Гнеем издевалась одна из его сестёр, а возницы написали жалобу, после чего награды пришлось выдать.
Не позже 27 года Гней стал членом жреческой коллегии арвальских братьев. В 28 году император Тиберий женил его на своей внучке по усыновлению и внучатой племяннице по крови Юлии Агриппине, дочери Германика (мужу она приходилась двоюродной племянницей). В 32 году Гней занимал должность консула, причём в отличие от своего коллеги Луция Аррунция Камилла Скрибониана не сложил полномочия до конца года (для тех времён это было редкостью). Во время консулата он построил термы на Священной дороге. В 36 году Агенобарб был членом комиссии, оценивавшей размеры ущерба от пожара на Авентине, примерно в те же годы судился с сестрой и зятем, Пассиеном Криспом, из-за какого-то имущественного спора.
В 37 году Гней стал одним из фигурантов дела Альбуциллы — богатой и распутной матроны. Альбуциллу обвинили в «неуважении к императору», а потом из-за козней префекта претория Макрона это обвинение, крайне серьёзное по тем временам, было распространено и на её любовников — Агенобарба, Вибия Марса, Луция Аррунция. Гнею, согласно Светонию, инкриминировали ещё и инцестуальную связь с одной из сестёр. Аррунций сразу перерезал себе вены, а Вибий Марс заявил, что уморит себя голодом; Гней же попросил отсрочки под предлогом подготовки защитной речи. Это его и спасло: Тиберий вскоре умер, и власть получил Калигула, брат Юлии Агриппины. Новый император приказал закрыть судебный процесс. Агриппина удостоилась особых почестей, но уже в 39 году была обвинена в заговоре с целью свержения Калигулы и сослана на остров Понтия. Агенобарб, несмотря на это, продолжал находиться в Риме или на своих загородных виллах.
В начале 40 года Гней умер от водянки в Пиргах (современная Санта Севера). Своими наследниками он сделал сына и Калигулу, но последний присвоил большую часть имущества.

## Семья
Одна надпись (CIL VI 31735) упоминает некую Манлию, жену Гнея Домиция Агенобарба; возможно, речь идёт о первой жене консула 32 года. От брака с Юлией Агриппиной 15 декабря 37 года родился сын, получивший при рождении имя Луций Домиций Агенобарб и ставший позже императором под именем Нерон. Юлия Агриппина, вернувшись из ссылки, вышла замуж во второй раз — за императора Клавдия.

## Личность
Светоний называет Гнея «человеком гнуснейшим во всякую пору его жизни». По словам этого историка, Агенобарб был человеком буйным и не контролировал своё поведение. Он убил вольноотпущенника «за то, что тот не хотел пить, сколько ему велели»; на форуме «выбил глаз одному всаднику за его слишком резкую брань», а «в одном селенье по Аппиевой дороге с разгону задавил мальчика, нарочно подхлестнув коней».